# Trance
Trance – gatunek elektronicznej muzyki tanecznej (klubowej) rozwinięty w latach 90. XX wieku w Niemczech. Czasami bywa traktowany w całości jako podgatunek muzyki dance.

## Definicja
Trance charakteryzuje tempo pomiędzy 120 a 150 BPM, bazuje on na rozwiniętej melodii, czasem podniosłej, o charakterze hymnu, rytmicznej linii basowej zwykle wspieranej wyższą, rozwiniętą, dynamiczną linią pomocniczą. Większość utworów charakteryzuje także tzw. breakdown, czyli fragment bez beatów w środku utworu.

## Historia
Pierwsze utwory opisywane jako trance’owe wywodzą się z szeroko pojmowanego ruchu Acid oraz sceny techno i rave, choć hipnotyczne brzmienia znane w muzyce trance były już obecne w utworach Giorgio Morodera i Jeana Michela Jarre’a w późnych latach 70. XX wieku. Duży wpływ na formę przyszłego stylu miał utwór The KLF – What Time Is Love, a także gatunki techno i house oraz muzyka pop, chill-out, hardcore i muzyka klasyczna.
Jednymi z pierwszych uznanych przez większość społeczności za trance utworów były: Age of Love grupy Age of Love oraz We Came In Peace autorstwa Dance 2 Trance. O ile o Age of Love można powiedzieć, że podłożyło fundamenty pod styl i formę trance’u, to nazwa gatunku została najprawdopodobniej wzięta od nazwy Dance 2 Trance. Po owej erze narodzin gatunku, muzyka ta przechodziła gwałtowną ewolucję. Wczesny trance wywarł duży wpływ na ruch Acid z wiodącymi twórcami takimi jak Art of Trance, Emmanuel Top, Hardfloor czy Union Jack.
Dźwięk współcześnie znanego trance’u został ukształtowany w dużej mierze niezależnie przez Paula van Dyka (For An Angel z debiutanckiego albumu 45 RPM) i Roberta Milesa (Children z debiutanckiego albumu Dreamland). Oba utwory są do dziś uznawane za jedne z najlepszych przedstawicieli gatunku, a Children trafił na szczyty wielu list przebojów i do dziś jest odtwarzany w radiach muzyki popularnej. Wiele późniejszych utworów starało się naśladować ów styl, przyczyniając się do ostatecznego jego ukształtowania.
Muzyka trance weszła do głównego nurtu muzyki tanecznej pod koniec lat 90. XX wieku.
Współcześnie trance jest jednym z popularnych stylów elektronicznej muzyki tanecznej obok house i techno Wywodzą się z niego progressive trance, goa trance i psychedelic trance. Od muzyki techno gatunek ten odróżnia większe wykorzystanie syntezatorów i większy nacisk na harmoniczny przebieg utworu.